# Joachim Thiele
Joachim Thiele († nach 1653) war ein deutscher Orgelbauer in Rastenburg im Herzogtum Preußen. Seine Orgel in Angerburg, heute Węgorzewo, ist die älteste erhaltene im ehemaligen Ostpreußen.

## Leben und Werk
Über sein Leben sind kaum Informationen erhalten. 1638 und 1650 wurde er in Steuerlisten der Stadt Rastenburg genannt. Joachim Thiele soll eine Stieftochter des Orgelbauers Paul Fischer aus Rügenwalde geheiratet haben.
Werkliste
| Jahr      | Ort                           | Gebäude                    | Bild | Manuale         | Register | Bemerkungen |
| --------- | ----------------------------- | -------------------------- | ---- | --------------- | -------- | --- |
| 1643–1648 | Angerburg (Węgorzewo)         | Ev. Pfarrkirche            |      | II/P oder III/P |          | 1643 Vertrag, 1648 fertiggestellt, 1708 Arbeiten von Mosengel, nach 1945 ausgeplündert, um 1970 restauriert – Orgel       |
| 1648      | Gerdauen (Schelesnodoroschny) | Kirche                     |      |                 |          | spätestens 1945 zerstört                                                                                                  |
| um 1650   | Groß Schwansfeld (Łabędnik)   | Kirche                     |      |                 |          | Zuschreibung |
| 1653      | Insterburg (Tschernjachowsk)  | Kirche                     |      |                 |          | Reparaturen, im Vertrag nur Orgelbauer aus Rastenburg genannt, ohne Name                                                  |
| 1655/1657 | Stolp (Słupsk), Hinterpommern | Schlosskirche St. Johannes |      |                 |          | unsicher, war für die Fertigstellung wohl vorgeschlagen, diese dann aber doch durch Michael Beriegel durchgeführt – Orgel |